# 比通托
比通托是位於義大利南部普利亞大區（Puglia）巴里省的一個城市。有「橄欖之城」的稱號。比通托是知名的橄欖油產地, 以生產金黃色且有著濃郁橄欖果香的初榨冷壓橄欖油聞名於義大利。

## 比通托的歷史
比通托（Bitonto）是一個古老的城市，是由波切提（Peucetii）部落所建立。波切提是在義大利南部普利亞大區（Apuli）的部落。在普利亞這個區域中，波切提部落一共建立了三個主要城市（Bitonto、Canosa和Silvium），而比通托（Bitonto）是其中之一。

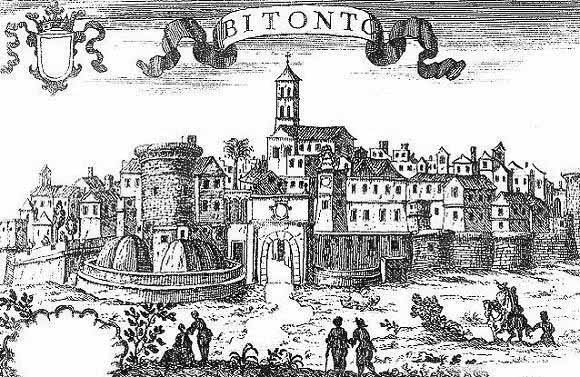
比通托古城圖

比通托這個城市名稱的由來，根據傳統城市名稱是以第一位國王的名字來命名。伊利里亞（Illyrian）國王，比通（Botone）建立了比通托，而將此城市稱為比通托。

## 比通托的經濟活動
在義大利，百分四十的頂級橄欖油來自種植多逹五千多萬棵橄欖樹的普利亞大區，位於普利亞大區中的比通托。
比通托瀕臨亞得里亞海，充裕的南歐陽光加上含豐富礦物質的石灰岩，孕育出高品質的橄欖油。金黃色比通托橄欖油，有著濃郁橄欖果香，微辣的初榨冷壓橄欖油聞名義大利。

比通托同時也出產酒、啤酒、杏仁和紡織品。因為臨亞得里亞海，所以漁產也相當豐富。

## 友好城市

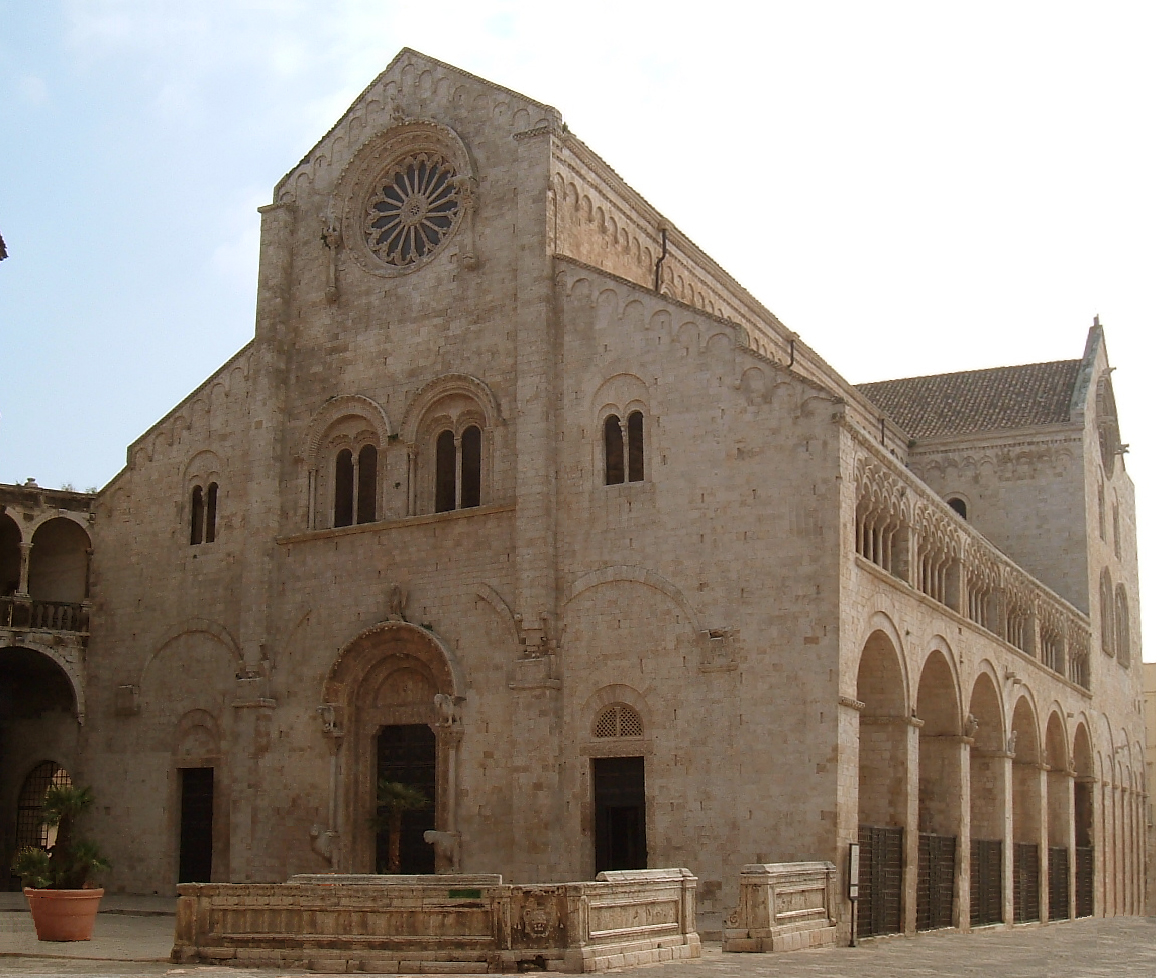
比通托教堂

- 巴尼亚卢卡